# Blutrote Fingerhirse
Die Blutrote Fingerhirse (Digitaria sanguinalis), auch Blut-Fingergras genannt, ist eine Pflanzenart aus der Gattung Fingerhirsen (Digitaria) innerhalb der Familie der Süßgräser (Poaceae). Sie ist fast weltweit als Archaeophyt oder Neophyt verbreitet.

## Beschreibung

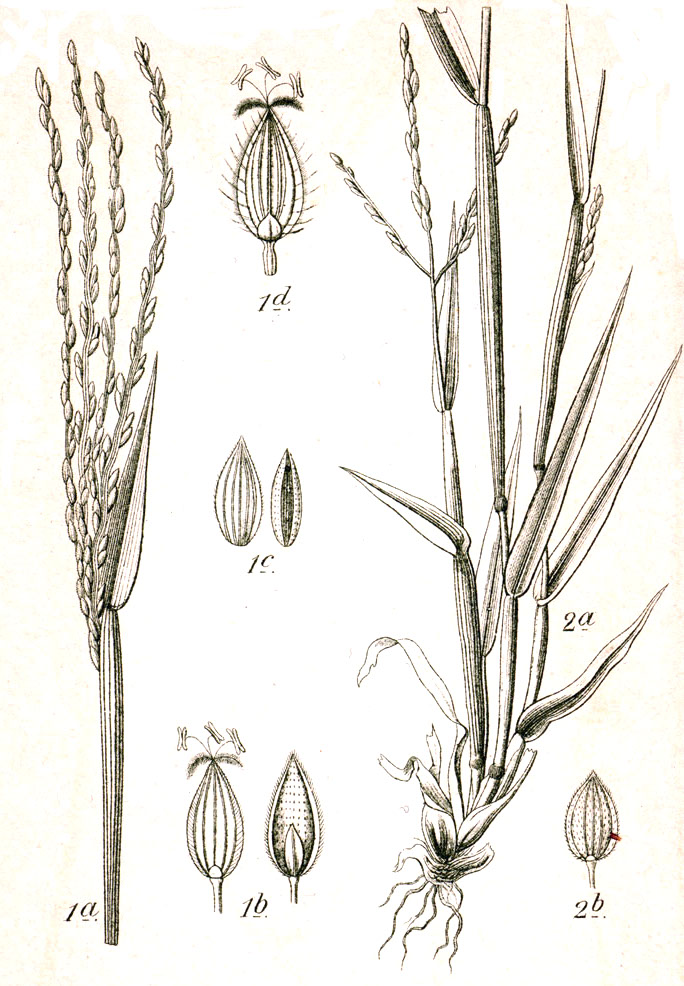
Illustration von Digitaria saguinalis (links) aus Johann Georg Sturm, Deutschlands Flora, 1796

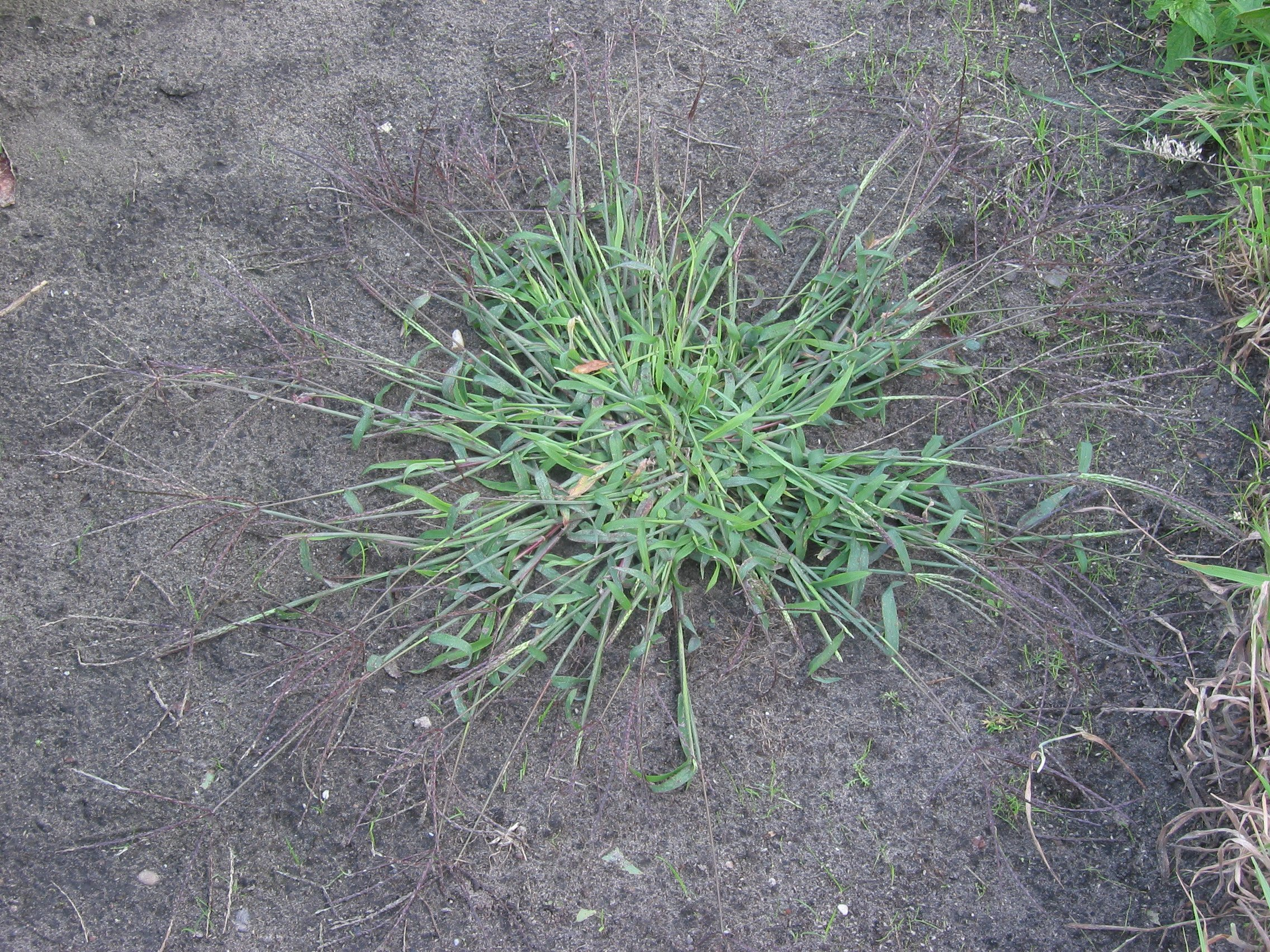
Habitus

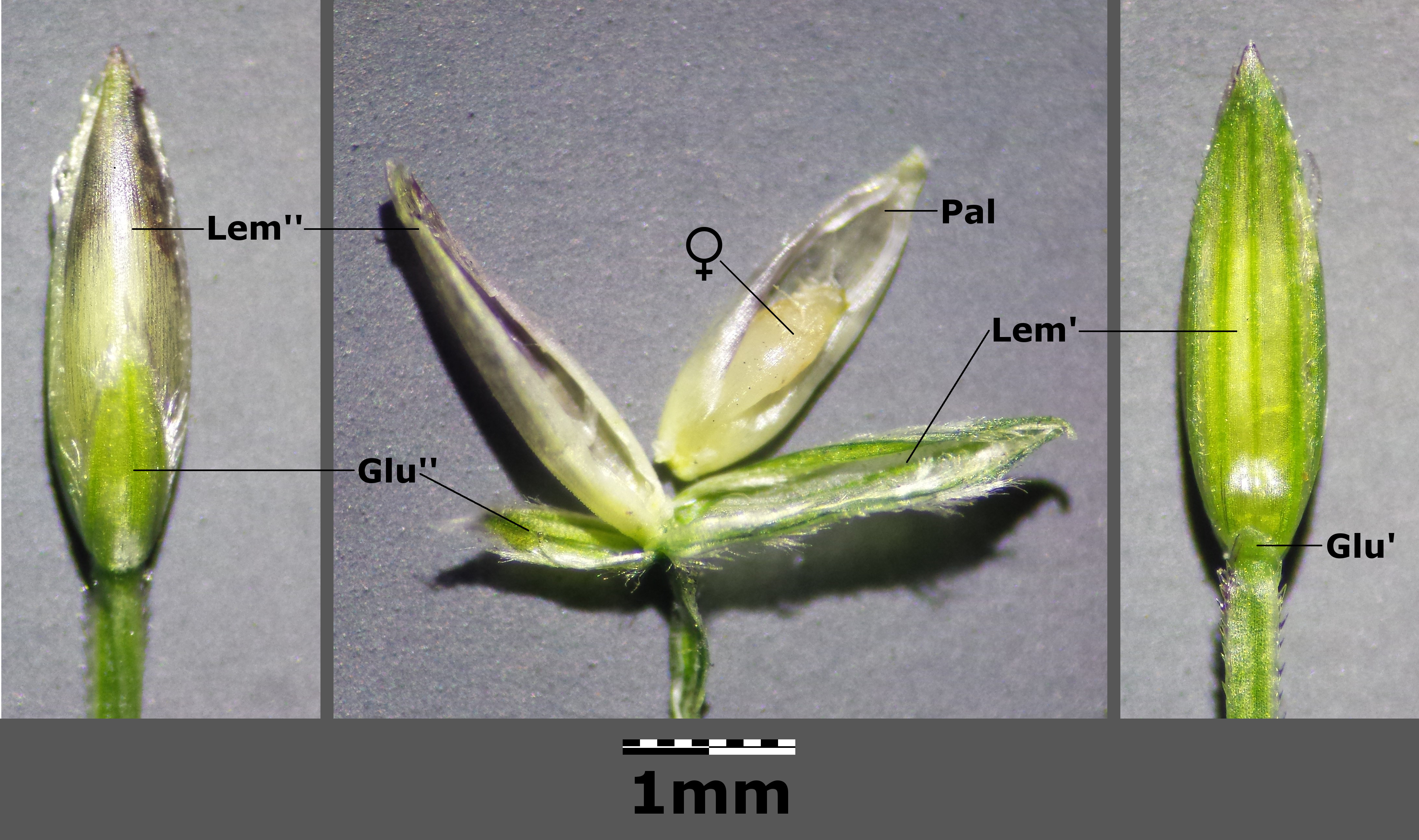
Jedes Ährchen besitzt am Grund eine untere (Glu' = Gluma) und obere Hüllspelze (Glu"). Die untere Deckspelze (Lem' = Lemma) gehört zu einer sterilen Blüte. Die obere, fertile Blüte wird von einer oberen Deckspelze (Lem") und einer Vorspelze (Pal = Palea) eingehüllt, bei Digitaria sanguinalis subsp. sanguinalis

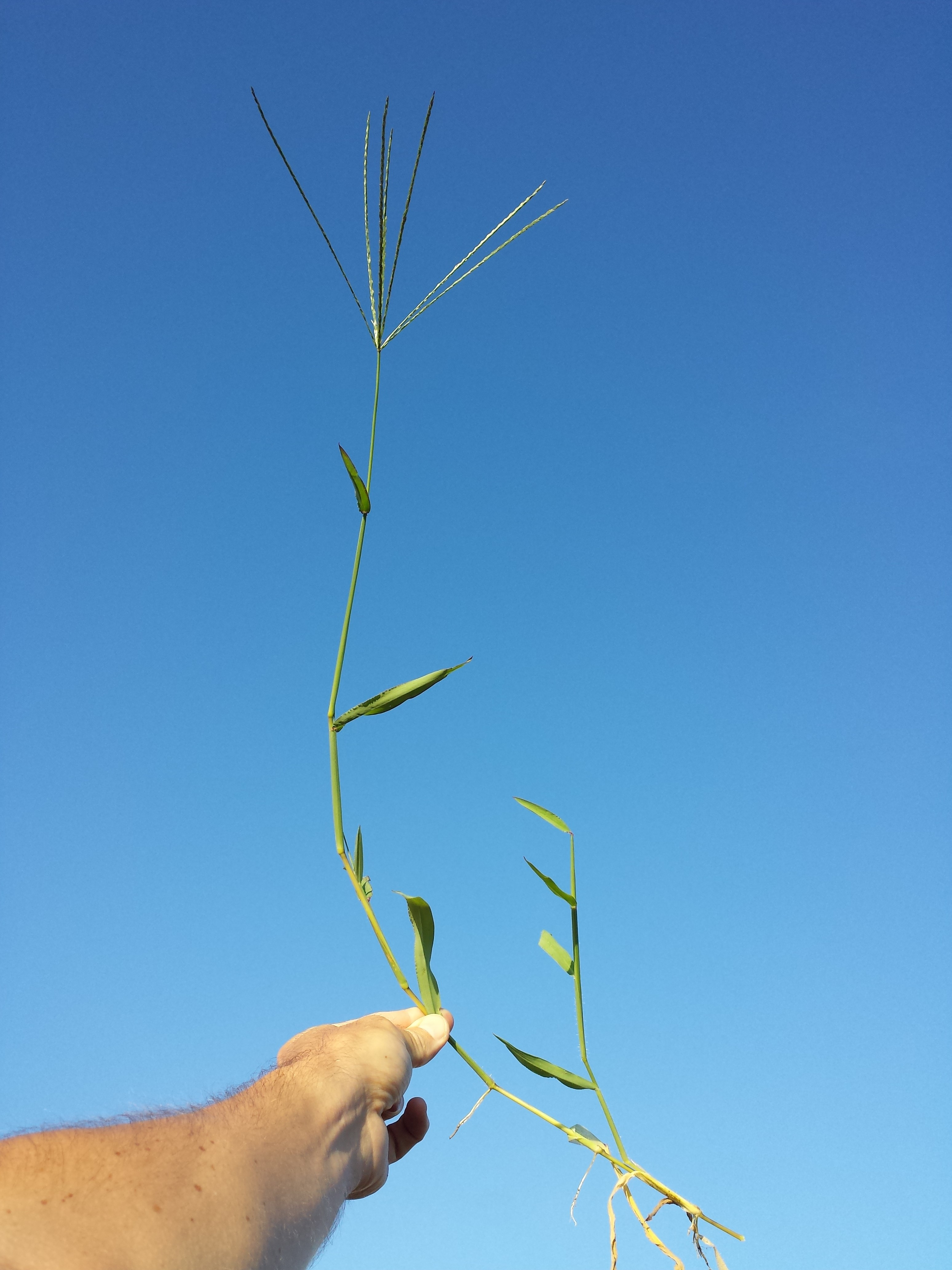
Habitus von Digitaria sanguinalis subsp. sanguinalis

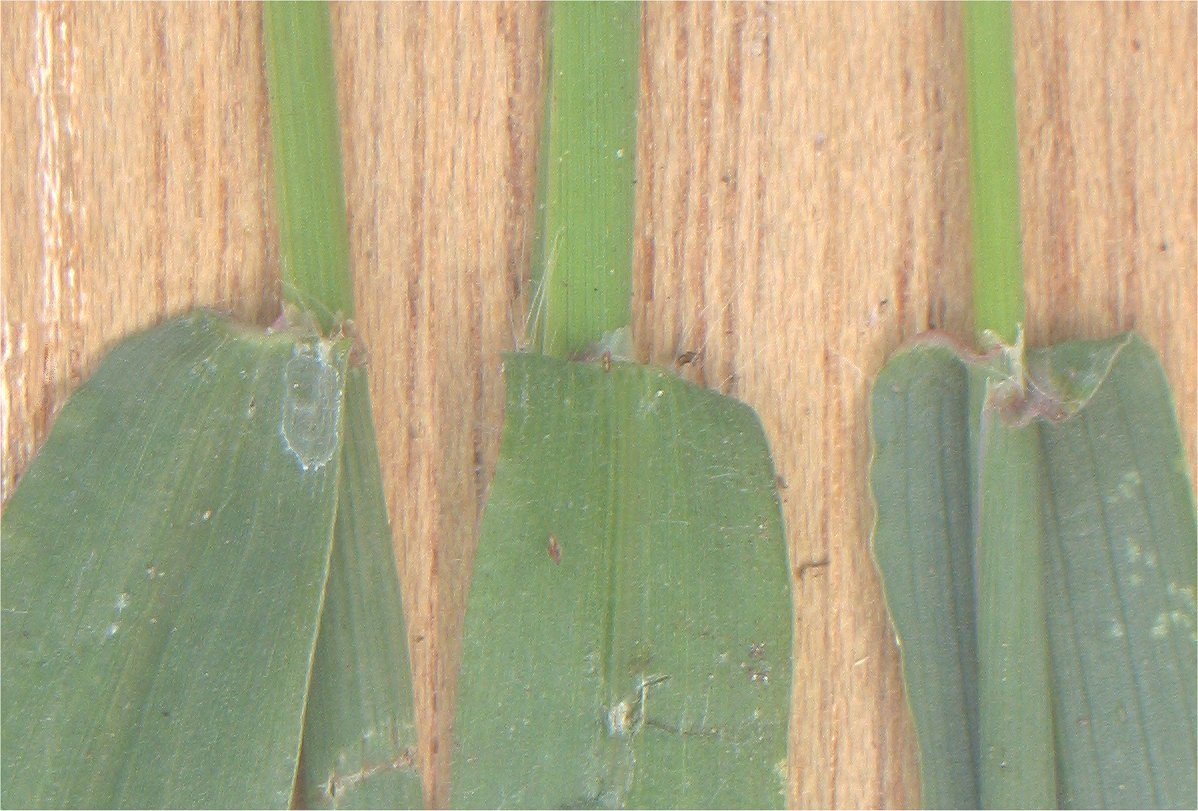
Blatthäutchen

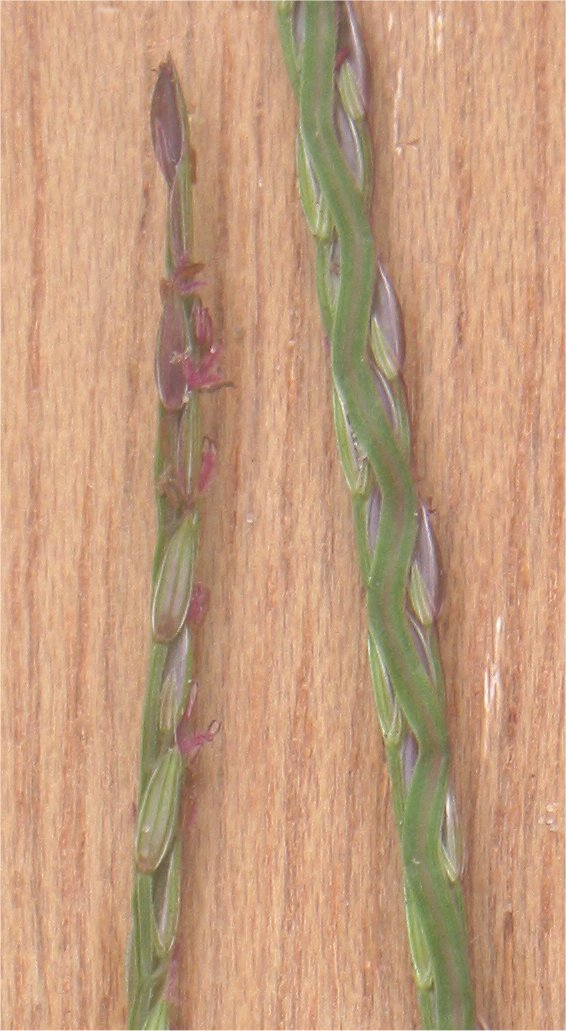
Ähren

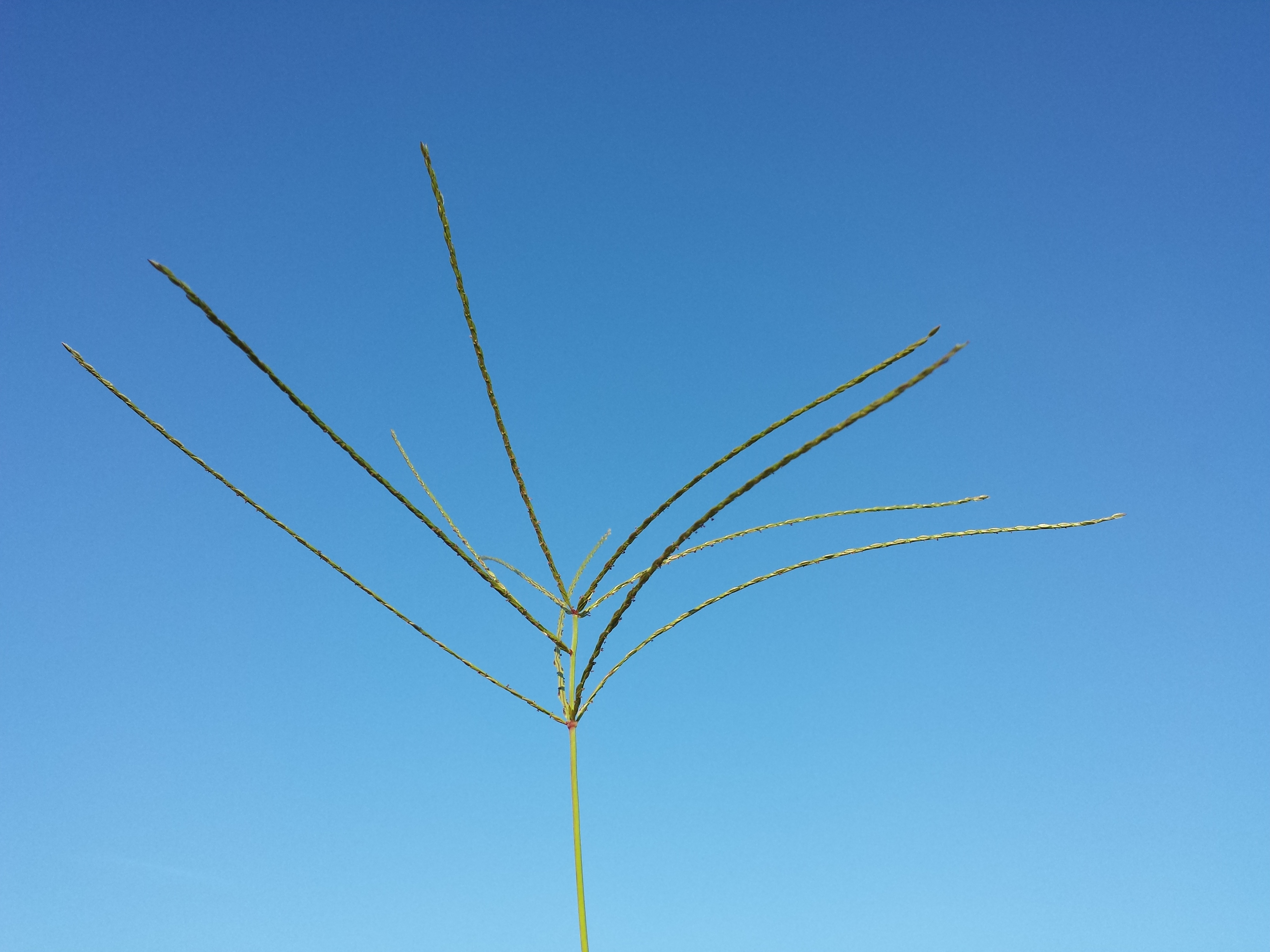
Blütenstand von Digitaria sanguinalis subsp. sanguinalis

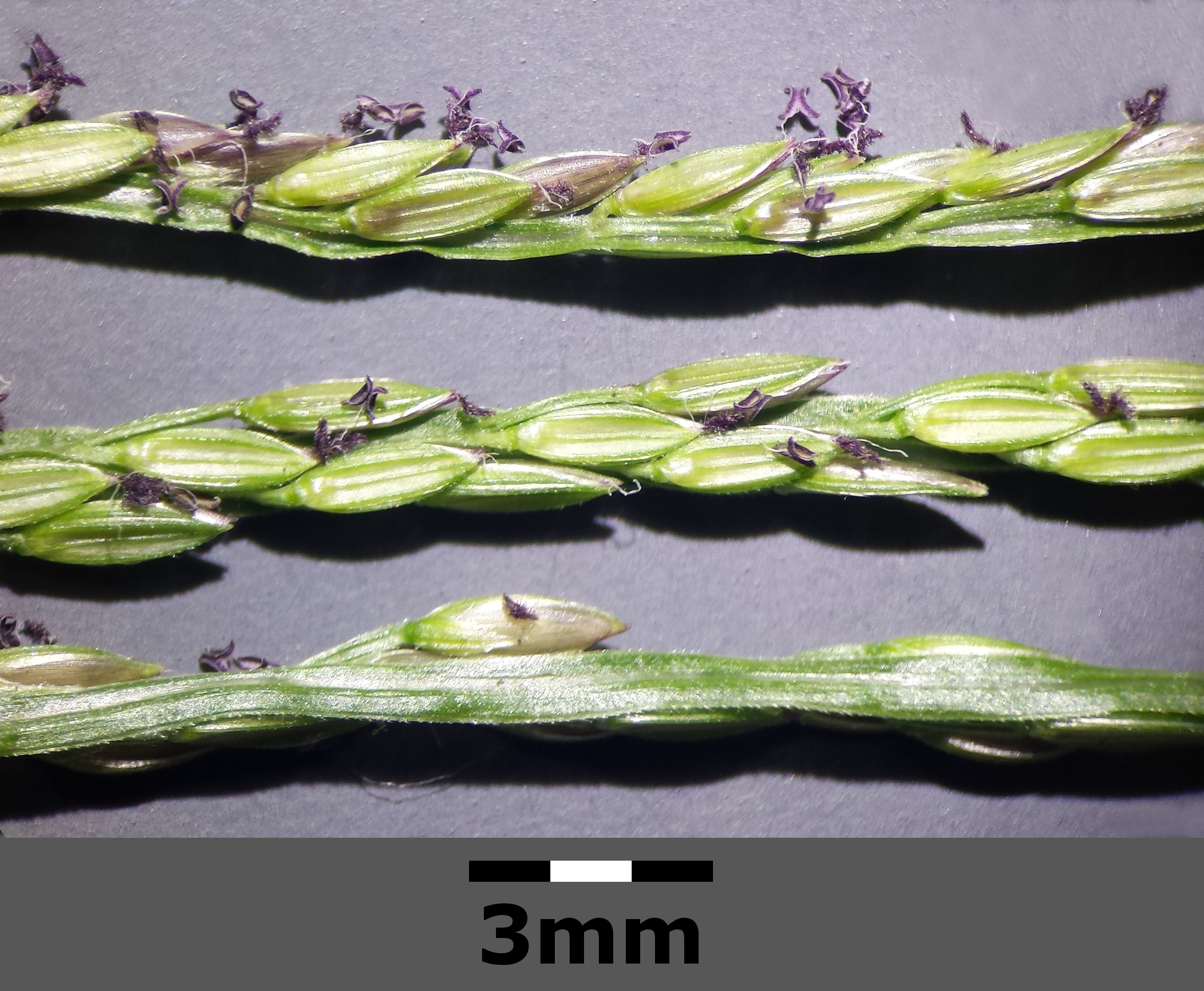
Die Ährchen sitzen einzeln auf den Ähren, bei Digitaria sanguinalis subsp. sanguinalis

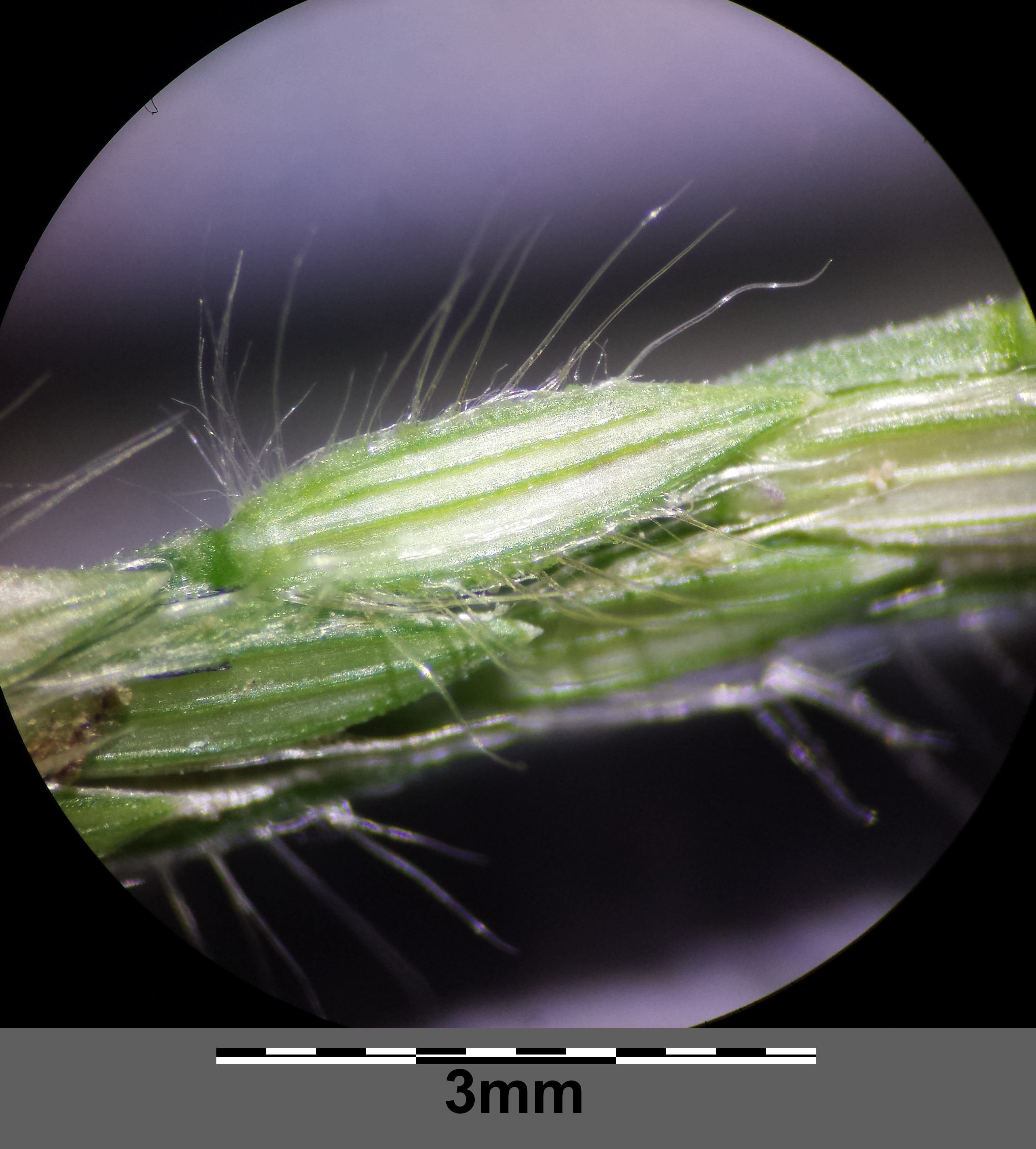
Bei Digitaria sanguinalis subsp. pectiniformis sind die Ährchen auffallend abstehend bewimpert

### Erscheinungsbild und Blatt
Die Blutrote Fingerhirse ist eine sommergrüne, einjährige krautige Pflanze und erreicht Wuchshöhen von 10 bis 30, bisweilen bis zu 80 Zentimetern. Die oberirdischen Pflanzenteile sind purpurfarben überlaufen. Sie weist mit wurzelnden, niederliegenden, verzweigten und knickig aufsteigenden Halmen einen lockeren Wuchs auf. Ihre Halmknoten sind bärtig behaart oder kahl.
Die wechselständigen Laubblätter sind in Blattscheide und Blattspreite gegliedert. Die Blatthäutchen (Ligulae) sind gestutzt und bis zu 2 Millimeter lang. Die Blattscheiden sind dichter oder spärlich bewimpert und die oberen Scheiden sind abstehend lang behaart. Die flachen Blattspreiten sind bei einer Länge von 3 bis 10 Zentimetern und einer Breite bis zu 8 Millimetern schmal-lanzettlich mit gerundetem Spreitengrund und lang zugespitztem oberem Ende. Die Blattspreite ist am Rand rau, bewimpert oder auch kahl. Bei der Wimper-Fingerhirse (Digitaria sanguinalis subsp. pectiniformis) besitzen die Blattränder weißliche Nerven.

### Blütenstand und Blüte
Die Blütezeit erstreckt sich von August bis Oktober. Die 5 bis 15 Zentimeter langen ährigen Blütenstände stehen fingerförmig ausgebreitet zu vier bis acht gebüschelt am Halmende (Synfloreszenz). Die Ährchen sind bei einer Länge von 2, 8 bis 3,3 Millimetern lanzettlich mit spitzem oberem Ende. Die Deckspelzen der fruchtbaren Einzelblüten sind dunkelbraun. Bei der Wimper-Fingerhirse sind die oberen Hüllspelzen borstig bewimpert. Auf den Deckspelzen der unteren Einzelblüten sind neben kurzen, weichen auch starre, borstige auf Warzen stehende längere Haare vorhanden. Die Deckspelzen der unteren Einzelblüten der Gewöhnlichen Blutroten Fingerhirse sind mehr oder weniger stark weich behaart. Die obere Hüllspelze ist nur einhalb Mal so lang wie die Deckspelze.
Die Chromosomenzahl beträgt 2n = 36.

## Ökologie
Bei der Blutroten Fingerhirse handelt es sich um einen sommerannuellen Therophyten. Die Blutrote Fingerhirse ist ein Wärmekeimer und eine C4-Pflanze. Sie wurzelt bis 35 Zentimeter tief.
Als Wirtspflanze für den Wurzelnematoden Pratylenchus penetrans ist sie vor allem im ökologischen Landbau ein unerwünschtes Beikraut.
Die Diasporen unterliegen der Ameisenverbreitung durch die Gattung Tetramorium, daneben breiten sich die von den Spelzen eingeschlossenen Früchte als Regenschwemmling aus, und es erfolgt auch Menschenausbreitung als Kulturbegleiter.

## Vorkommen
Das weite natürliche Verbreitungsgebiet der Blutroten Fingerhirse liegt im südlichen Europa und Nordafrika und reicht nach Osten bis ins gemäßigte und tropische Asien weiter bis Malesien. Sie ist in Mitteleuropa ein Archaeophyt. Sie ist in der Neuen Welt, im südlichen Afrika, Tasmanien und Neuseeland ein Neophyt.
Sie kommt meist nur in den niederen Höhenlagen bis etwa 500 bis 600 Meter vor. Ausnahmsweise wurde sie um Brixen bis in einer Höhenlage von 1000 Meter und im Kanton Wallis bis 1300 Meter beobachtet.
Die Blutrote Fingerhirse gedeiht in Mitteleuropa in Krautfluren in Gärten, wächst auf Äckern und in Weinbergen, auf Bahngeländen und zuweilen auch in Pflasterfugen. Sie gedeiht meist auf trockenen, nährstoffreichen, oft kalkarmen und meist sandigen Böden. Sie ist eine Charakterart der Klasse Chenopodietea, sie kommt aber auch in Pflanzengesellschaften der Ordnung Sisymbrietalia oder des Verbands Polygonion avicularis vor.
Die ökologischen Zeigerwerte nach Landolt et al. 2010 sind in der Schweiz: Feuchtezahl F = 2+ (mäßig trocken), Lichtzahl L = 4 (hell), Reaktionszahl R = 3 (schwach sauer bis neutral), Temperaturzahl T = 4 (kollin), Nährstoffzahl N = 4 (nährstoffreich), Kontinentalitätszahl K = 3 (subozeanisch bis subkontinental).

## Taxonomie und Systematik
Die Erstveröffentlichung erfolgte 1753 unter dem Namen (Basionym) Panicum sanguinale durch Carl von Linné in Species Plantarum, Tomus I, S. 57, dort „sangvinale“ geschrieben. Das Artepitheton sanguinalis leitet sich vom lateinischen sánguis, -inis für „Blut“ ab und bezieht sich auf die häufig blutrote Färbung der oberirdischen Pflanzenteile. Die Neukombination zu Digitaria sanguinalis (L.) Scop. wurde 1771 durch Giovanni Antonio Scopoli in Flora Carniolica, Editio Secunda 1, S. 52 veröffentlicht. Ein weiteres Synonym für Digitaria sanguinalis (L.) Scop. ist Digitaria gracilis Guss.
Je nach Autor gibt es etwa zwei Unterarten:
- Gewöhnliche Blutrote Fingerhirse (Digitaria sanguinalis (L.) Scop. subsp. sanguinalis)[8]
- Wimper-Fingerhirse (Digitaria sanguinalis subsp. pectiniformis Henrard): Sie kommt in Mitteleuropa eingeschleppt vor.[8] Sie wurde in Bayern, Baden-Württemberg, Rheinland-Pfalz, Hessen, Nordrhein-Westfalen, Sachsen, in der Schweiz, in Südtirol und in Tschechien beobachtet.[9]

## Verwendung
Die umgangssprachlich auch Himmeltau oder Manna genannte Bluthirse galt früher als Kulturpflanze. Ähnlich der Foniohirse (Westafrika) oder der Kolbenhirse (Setaria italica) fand sie auch als Nahrungsmittel Verwendung. Nach dem Enthülsen wurden die Körner gestampft und mit Milch oder Wasser zu einem süßen Brei gekocht.
Digitaria sanguinalis wird auch als Futtergras kultiviert, vor allem noch in den USA (brab grass oder crab grass).